# Úsov
Úsov (in tedesco Mährisch Aussee) è una città della Repubblica Ceca facente parte del distretto di Šumperk, nella regione di Olomouc.

## Monumenti e luoghi d'interesse

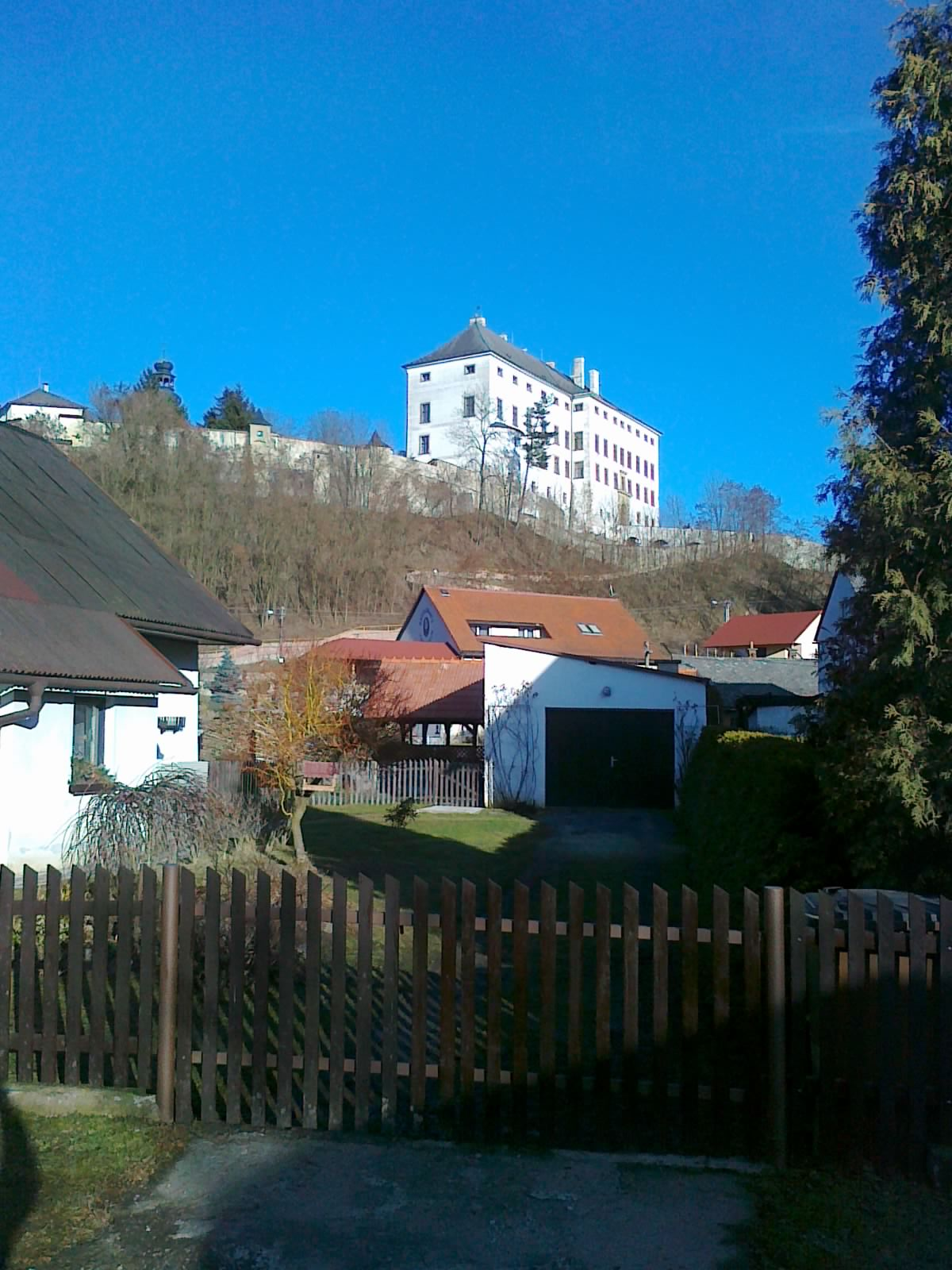
Il castello di Úsov, in cima alla collina

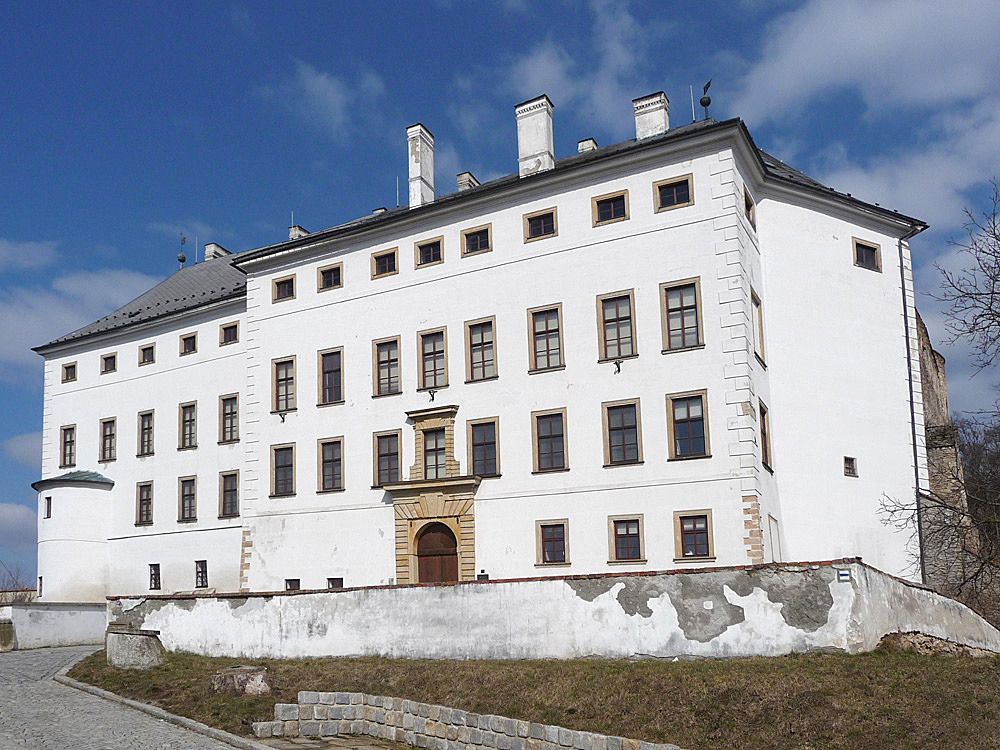
Facciata principale

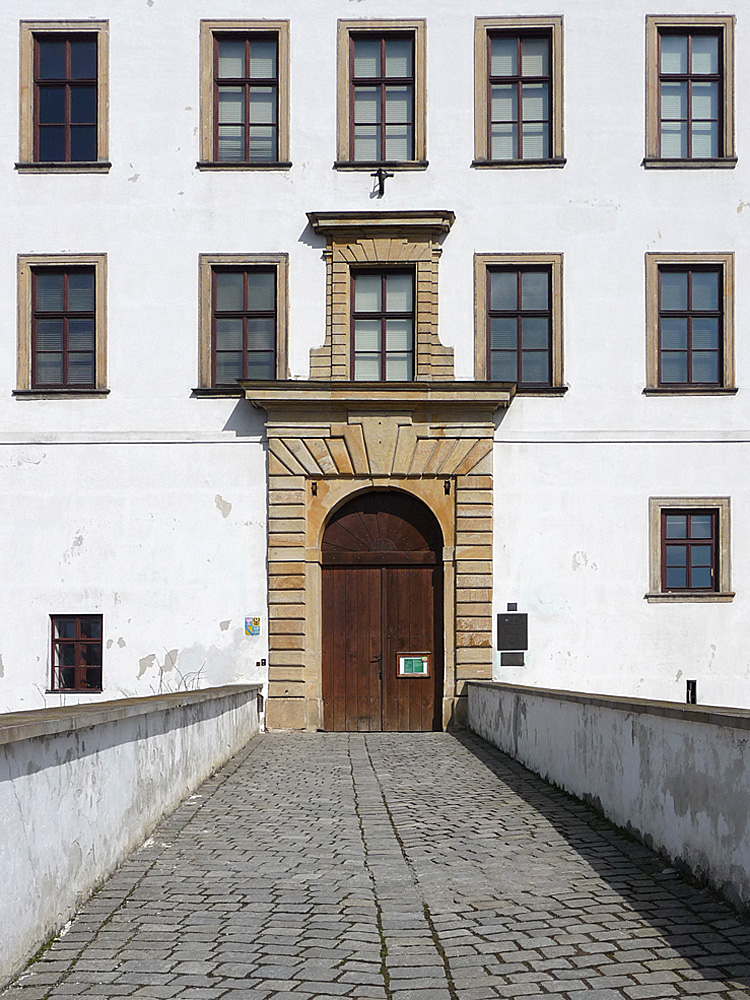
Portone di ingresso

- Castello di Úsov. L'originale fortezza della metà del XIII secolo venne trasformata in castello barocco nel XVII secolo. All'inizio del XX secolo divenne sede del Museo delle Foreste e della Caccia.  Ancora oggi ospita, negli ambienti storici che furono della famiglia Liechtenstein, collezioni di scienze naturali, con testimonianze dei viaggi dei membri della famiglia in Europa, Asia e Africa.[3]